# Kèmon
Kèmon (auch Ikèmon) ist eine Stadt und ein Arrondissement im Departement Collines im westafrikanischen Staat Benin. Es ist eine Verwaltungseinheit, die der Gerichtsbarkeit der Kommune Ouèssè untersteht.
Westlich des Ortes liegt die Stadt Kilibo, wo Anschluss an die Fernstraße RNIE2 besteht.

## Demografie und Verwaltung
Gemäß der Volkszählung 2013 des beninischen Statistikamtes INSAE hatte das Arrondissement 10.311 Einwohner, davon waren 5099 männlich und 5212 weiblich.
Von den 63 Dörfern und Quartieren der Kommune Ouèssè entfallen fünf auf Kèmon:
1. Akpéro
2. Ekpa
3. Ikèmon-Ewonda
4. Ikèmon-Ewontoutou
5. Ogbê